# ميلاد تاجي
ميلاد تاجي (بالفارسية: میلاد تاجی) هو لاعب كرة قدم إيراني في مركز الهجوم، ولد في 30 نوفمبر 1993 في شيراز في إيران. لعب مع نادي راه آهن ونادي شهرداري بندر عباس.